# エアープランツ
エアープランツ（Airplants）とは、ハナアナナス属のうち、空中の水分に依存し、そのため土や根を必要とせず葉から雨や空気中の水分を吸収する着生植物をいう。園芸の分野で一つのジャンルを構成している。

## 特徴
本属の多くの種は樹木の枝や岩石の上に着生し、生育するための土を必要としない。根は水や養分を吸収する事もできるが、もっぱら自らを固定するための機能を果たす。そのために根を切り離し、着生させずに栽培することも可能である。また一部には根を発達させず、捻れた葉で木の枝に絡まる形で着生するものや、根を下ろさずに地表に転がって生育する種もある。いずれにせよこれらの種は普通の植物のように培養土に根を下ろさせないで、例えば植物そのものをつり下げたり土台の上に転がした形で栽培出来る。これがいわゆるエアープランツである。ただし、ハナアナナスのように、他の分類群に属する一般的な地上性植物に近い性質を有し、艶のある長い葉を持ち、培養土を用いて栽培されるのが普通の種もある。またエアープランツとされる種でも水苔などの培養土で鉢植えして栽培した方が育ちのよいもの、あるいはコルク板などに着生させた方が発育のよいものもある。

### 用語として
石井、井上編集代表(1970)には熱帯域の1000-2000mの高地の、暖帯林から温帯林に対応する地域に生息し、樹状などに着生し、日中は日差しに晒され、夜間に霧を受けてそこから水分と養分を得て、根は付着する役割だけに特化したものを『気生植物(Air plant)』とする旨の記述があり、本属にはこれが非常に多いと記している。気生植物はあまり使われていない言葉ではあるが、たとえば牧島(1986)には着生植物のうちには高度に着生に適応した結果、根からの水吸収に頼らず、葉の表面の繊維などで水や栄養を集めるようなものとしてこの語を用い、サルオガセモドキをその代表としている。堀田(1997)ではハナアナナス亜科の特徴の説明でその多くの種がごく少量の水しか必要とせず、これを『エア・プラント（気生植物）』という旨の説明があり、やはり着生植物としての適応のもっとも進んだものとしている。
このように用語としては着生植物の中でも特にその方向の適応が進んで、根からの水分吸収に頼らなくなった型の植物に対する名前として使用されたものであり、しかし事実としてそれに当たるのはほぼハナアナナス属のものに使われ、現在ではそれが転じてこの属の植物そのものを指すような使用例も出ている。

## 園芸的なジャンル分け
園芸的に、植生に合わせて発達した葉の外見により、おおむね銀葉種と緑葉種と呼ばれる2群に大別されている。銀葉種は、葉の表面は粉を吹いたような灰緑色をしている。これは、その表面に鱗片（りんぺん、トリコームとも）と呼ばれる中空の特殊な毛に覆われているためで、この毛の下に雨や霧の水分を保持し、葉の表面の吸水細胞で水を吸収する。銀葉種に該当する種は、一般に乾燥した気候に適応しており、CAM型光合成の能力や厚い葉などの性質を持つ。緑葉種は、鱗片が発達せずに表面が緑色である。またボトムタイプとエアタイプという区別もあり、前者は他のアナナス類のように株の中央に水を溜める。葉は一般に薄く、多くの種では斑点や帯状の模様を有する。また、葉の根元側を中心に葉の表面にワックスが見られる種もある。
これら両者の中間的な性質を持つ、葉の一部にのみ部分的に鱗片を持つ種もある。
本属の多くの種は、茎がごく短縮されているため、外見からは根と葉しか存在しないように見え、葉は短縮された茎の先端の成長点から玉ねぎのように何層にも重なって生える構造を持つ。一部の茎の長い種は、長く伸びた茎に葉を並べてつけ、長茎種と呼ばれる。
外見的に全く異なるのはサルオガセモドキで、一見すると樹木の枝から糸くずが垂れ下がったように見えるが、これは、細いひもの様な茎と細い葉を持つものが、その細長い茎と葉によって樹木の枝や電線などに引っかかることによって樹上生活に適応したものである。強風などによって茎の一部が千切れて飛ばされると、飛ばされた先で新たに樹木の枝などに引っかかって成長を始めることにより分布を拡大する。

## 園芸植物として
以下の点が魅力としてあげられる。
- 栽培に土が要らないこと。これは栽培の手軽さ、清潔さに繋がる。また、それによる生活の場での配置やアレンジが多様になる点も重要である。つまりインテリア性が高く、ディスプレイのアレンジアイテムとして見ることが出来る[4]。
- 上記にも関わるが植え替えが不要であり、また水やりも基本的には霧吹きですむなど、手間がかからず、また清潔なままに扱える[5]。
- 種類が多く、その姿が多様であること。さらに種内にも変異が見られ、コレクションアイテムとしても魅力的である[6]。

このようなことからエアープランツは皿などの上に転がした状態で、あるいは籠に入れた形でぶら下げて、または壁に飾ってといった形での栽培が可能で、インテリアとして、あるいはその一部に取り込んだ形での栽培が行われ、あるいは推奨されている。
しかし他方でそれらのほとんどは元来は着生植物であり、それも多くは根を使って基物に付着しているものである。販売時にはその根を切り捨てた形で売られていることも多い。実際にそのままでも栽培は可能であるものが多いが、もちろん根を伸ばさせ、基物に付着させ、あるいは鉢に培養土を入れて育てることは可能であり、むしろそれによって成長がよくなるものも数多い。藤川(2013)bは栽培家の立場から「水をあげないで転がしておくだけ」は論外で、その性質に合わせた栽培が必要とし、基本的には根を張らせて栽培すべきとの論を元に記述されている。

## 範囲と類別
エアープランツの範囲は曖昧で、大きく取ればハナアナナス属全てを含める。その場合、園芸的にはまず以下の2つに分ける。
エアータイプ
植物体表面に特殊な鱗片であるトリコームを持ち、これによって水分を吸収するもの。
タンクタイプ
葉の基部の鞘状部が水を蓄えるタンクとなっているもの。
狭義にはこのエアータイプがエアープランツである。
これは更にその性質により様々に分けられる。例えば次のような区別がある。
銀葉種と緑葉種
植物体表面のトリコームが多いと白っぽく見え、これが銀葉種である。緑葉種はこれが少ないもので、そのために葉の表面が緑色に見えるものを指す。
ただしこの区別は明確なものではない。例えばイオナンタは全体にトリコームの多いものも葉先が広く緑色のものもあり、これを緑葉種とする例も銀葉種とする例もある。

### 主な種
- アエラントス（キノエアナナス T. aeranthos、有茎の代表種、クランプを形成しやすい）
- アルビダ（T. albida、有茎の代表種、乾燥と強めの日射を好む。）
- イオナンタ（T.ionantha 、小型のチランジア代表種、開花前後に葉先が赤色などに染まる）
- インターメディア(T. intermedia、肉厚の葉がカールし、花茎の途中幾つも子株を付けるヴィヴィパラ種。)
- ウスネオイデス/スパニッシュモス/サルオガセモドキ（T. usneoides、ひも状の茎に細長い葉が互生する。）
- カクティコラ（T. cacticola）サボテンに着生と言われ、花序が美しい種。
- カプトメドゥーサエ（T. caput-medusae、壺型の代表種)
- ガルドネリー（T. gardneri、産毛のようなトリコームが特徴）
- キセログラフィカ（T. xerographica、 チランジアの王様と呼ばれる強健な中～大型種。葉先がカールしたカボチャ風の草姿）
- コットンキャンディ（レクルビフォリアとストリクタの交配種、綺麗なピンクの花が咲きやすく、交配種としては最も普及している）
- コルビー（T.kolbii 、別名イオナンタ・スカポーサ）
- シーディアナ（T. schiedeana）
- シュード・ベイレイ(T.pseud-beileyi、俗にベイレイの名前で普及流通してる葉の長いトリコームを持たない壺型タイプで乾燥に弱い。)
- ジュンセア(T.juncea、硬い葉が長く伸びる種)
  - ジュンシフォリア('juncifolia'、ジュンセア(T.juncea)の園芸品種で、トリコームを持たない緑葉種。)
- ストリクタ（T.stricta、群生しやすい普及種、コットンキャンディーの片親)
- ストレプトフィラ（T.streptophylla、拳大に育つ壺型種。乾燥気味に育てると見た目良くカールする葉が特徴。)
- セレリアーナ（ T.seleriana、大きくなると拳大になる壺型種）
- テクトラム（T.tectorum 、乾燥を好む銀葉種。長いトリコームが目立つ。）
- ナナ（T. nana、薄く柔らかい葉を持つ有茎種。）
- ハリシー(T.harrisii、銀葉の代表種)
- パウシフォリア(T.paucifolia、別名シルシナータ、壺型種で葉が決まった方向に反る)
- フックシー（T.fuchsii、繊細な葉を持つ普及種、草体に対して花序がとても長くなるのが特徴）
- ブッツィー（T.butzii 、水を好む壺型普及種。標高1000m以上に生息し、高温を嫌う。）
- ブラキカウロス（T. brachycaulos、開花前後に葉が赤く紅葉するのが特徴）
- フラベラータ（T. flabellata）
- プルイノーサ （壺型の銀葉種）
- ブルボーサ（T.bulbosa 水を好む壺型普及種）
- フンキアナ（T. funckiana、茎が連なる長茎種）
- ベイレイ(T.beileyi、トリコームの無い、シュード・ベイレイを小型にした壺型タイプ、乾燥に弱い。)
- ベリッキアーナ（T. velickiana、銀白色のトリコームに覆われた柔らかい葉を持つ。湿熱にやや弱い。）
- ベルゲリー（T. bergerii、アエラントスに似るがやや小型の有茎種。耐寒性が強い。）
- ベルティナ（T.velutina 、ブラキカウロスに良く似た種）
- マグヌシアーナ（T.magnusiana 、柔らかく繊細な葉を持つ種）
- メラノクラテル（T. tricolor var. melanocrater、トリコロールの変種。硬い葉が長く伸びる種）

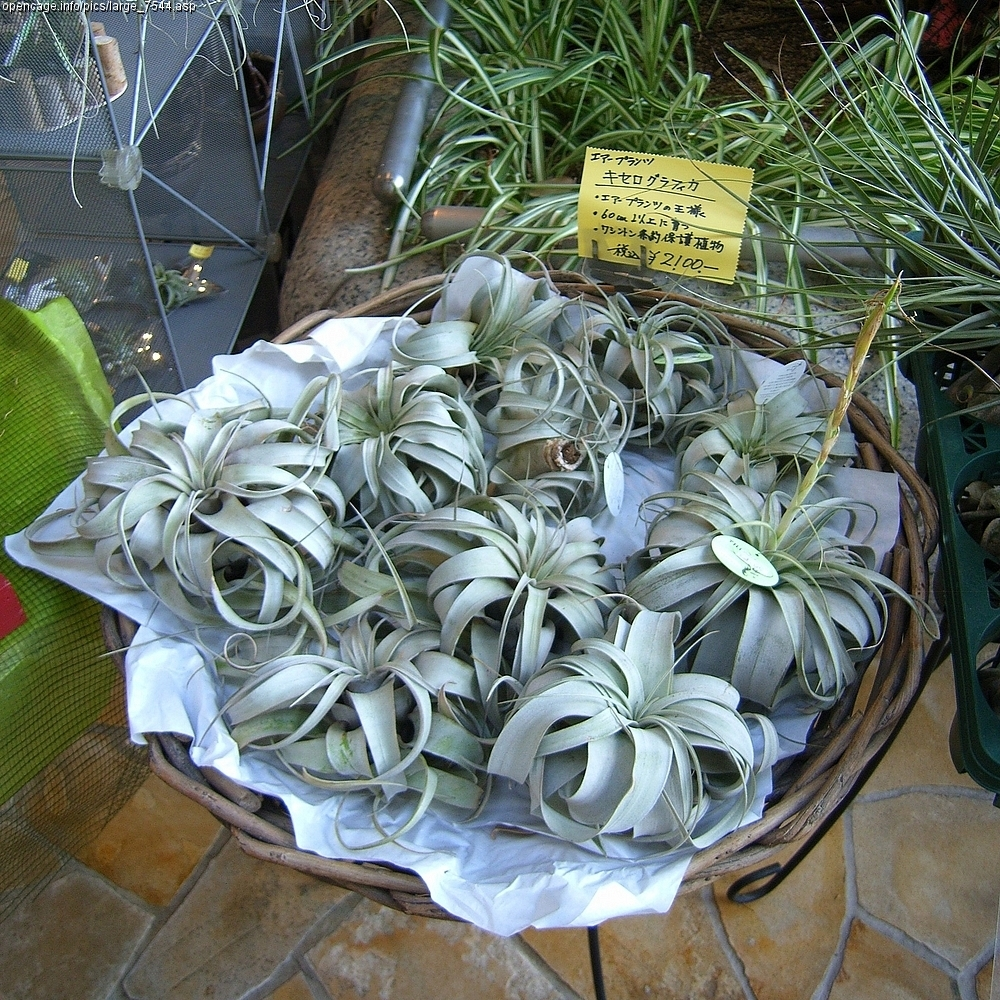
キセログラフィカ  T. xerographica
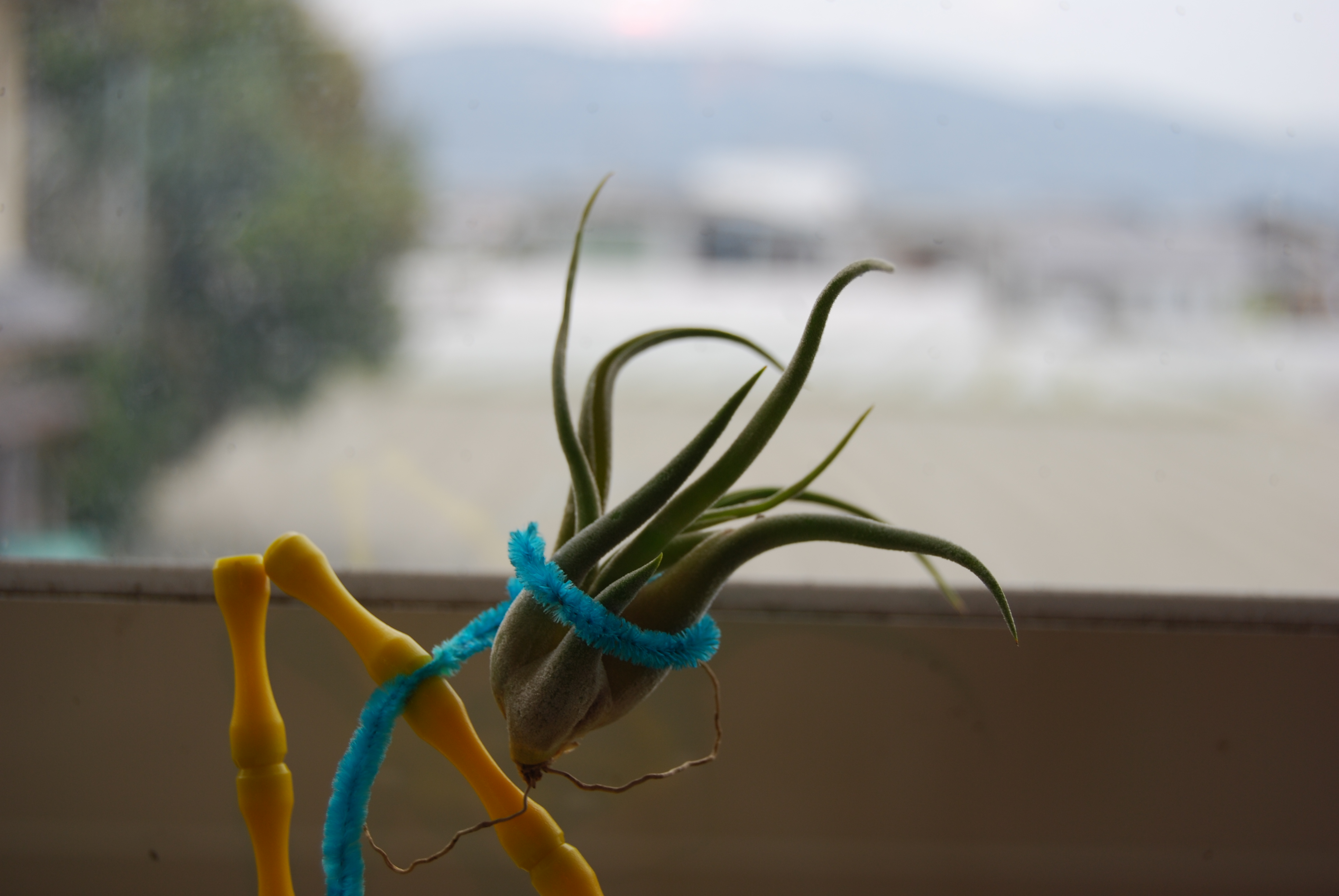
カプトメデューサエ T. caput-medusae
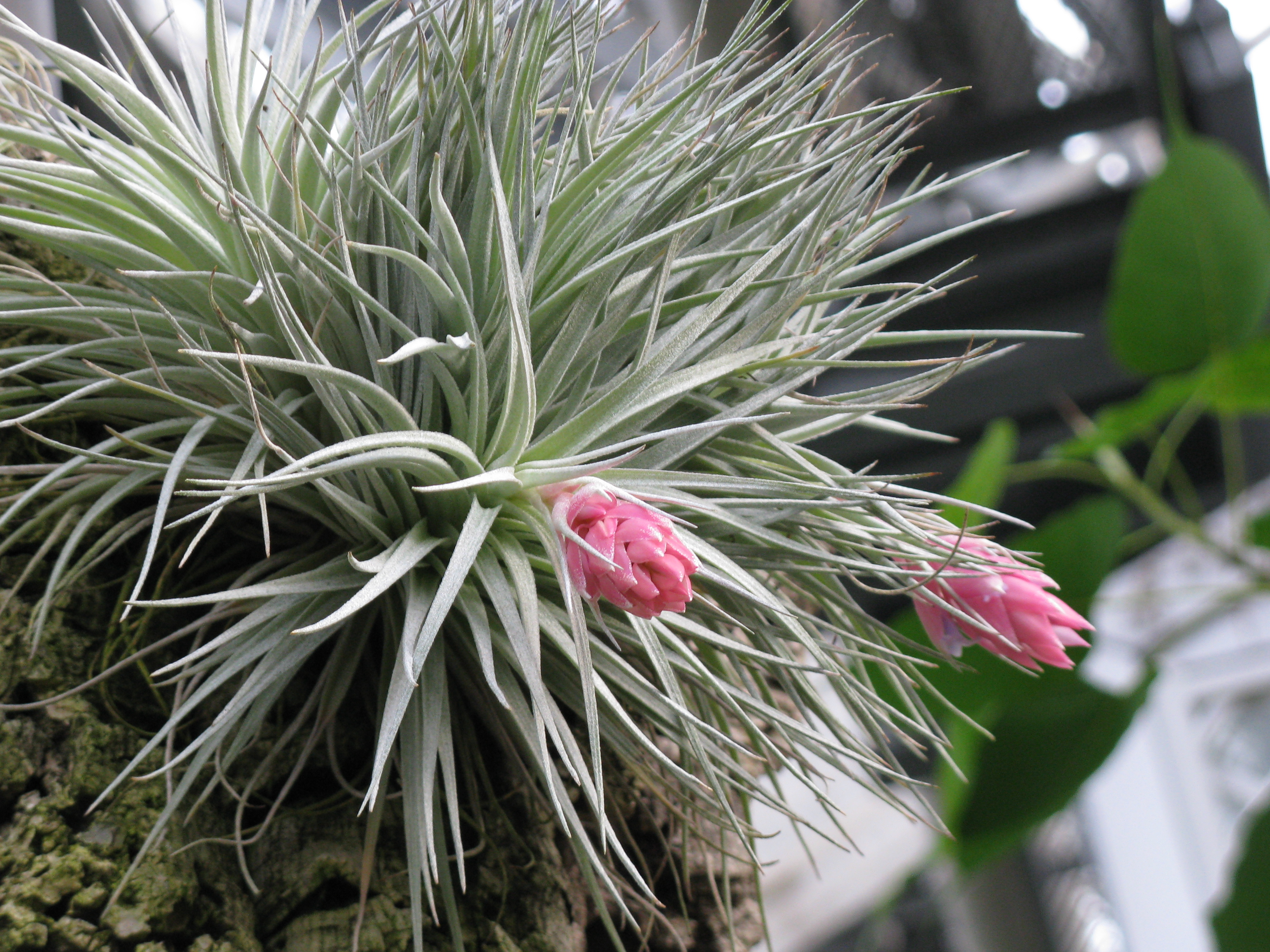
チランジア・オアサカナ T. oaxacana
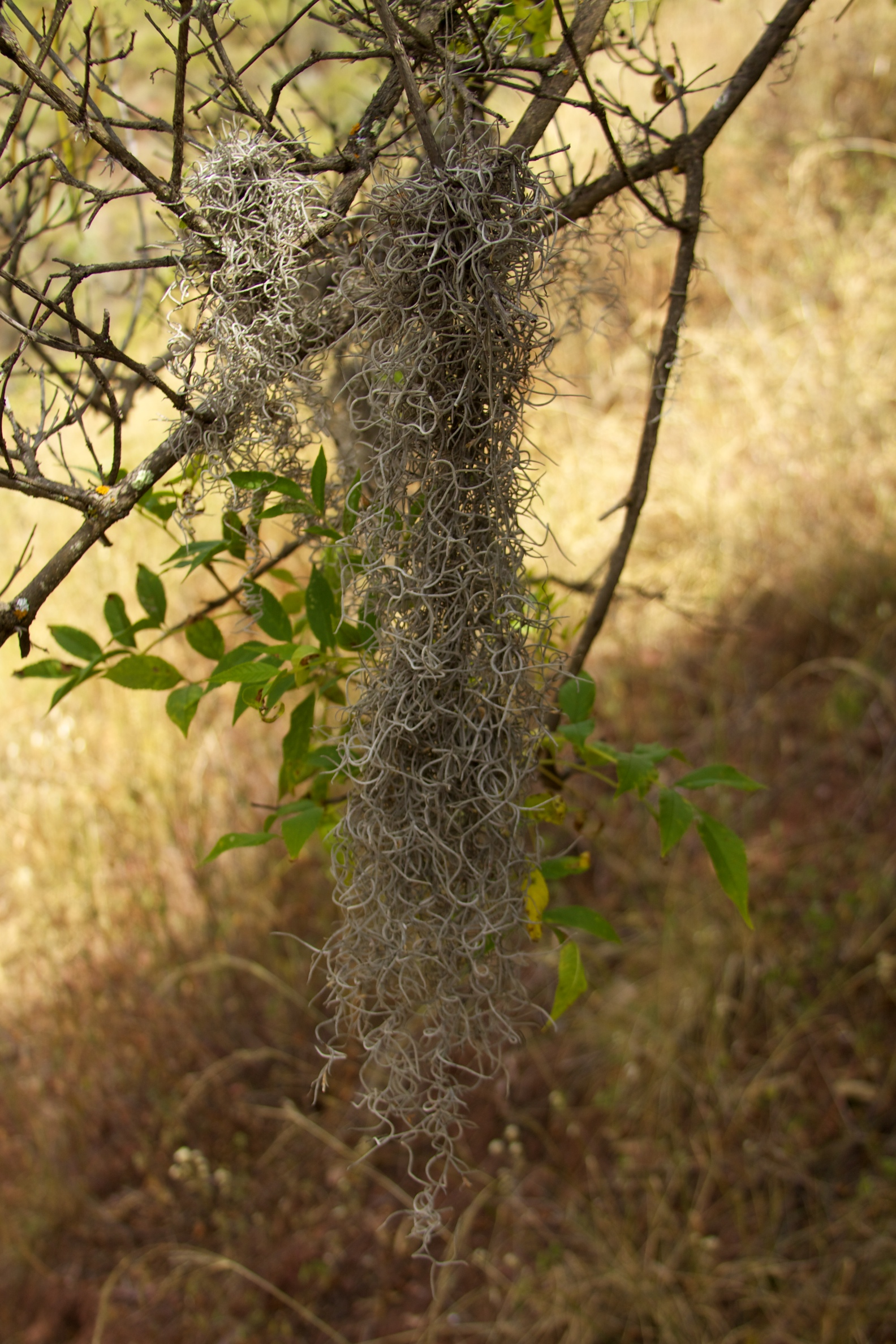
サルオガセモドキ T. usneoides

## 栽培

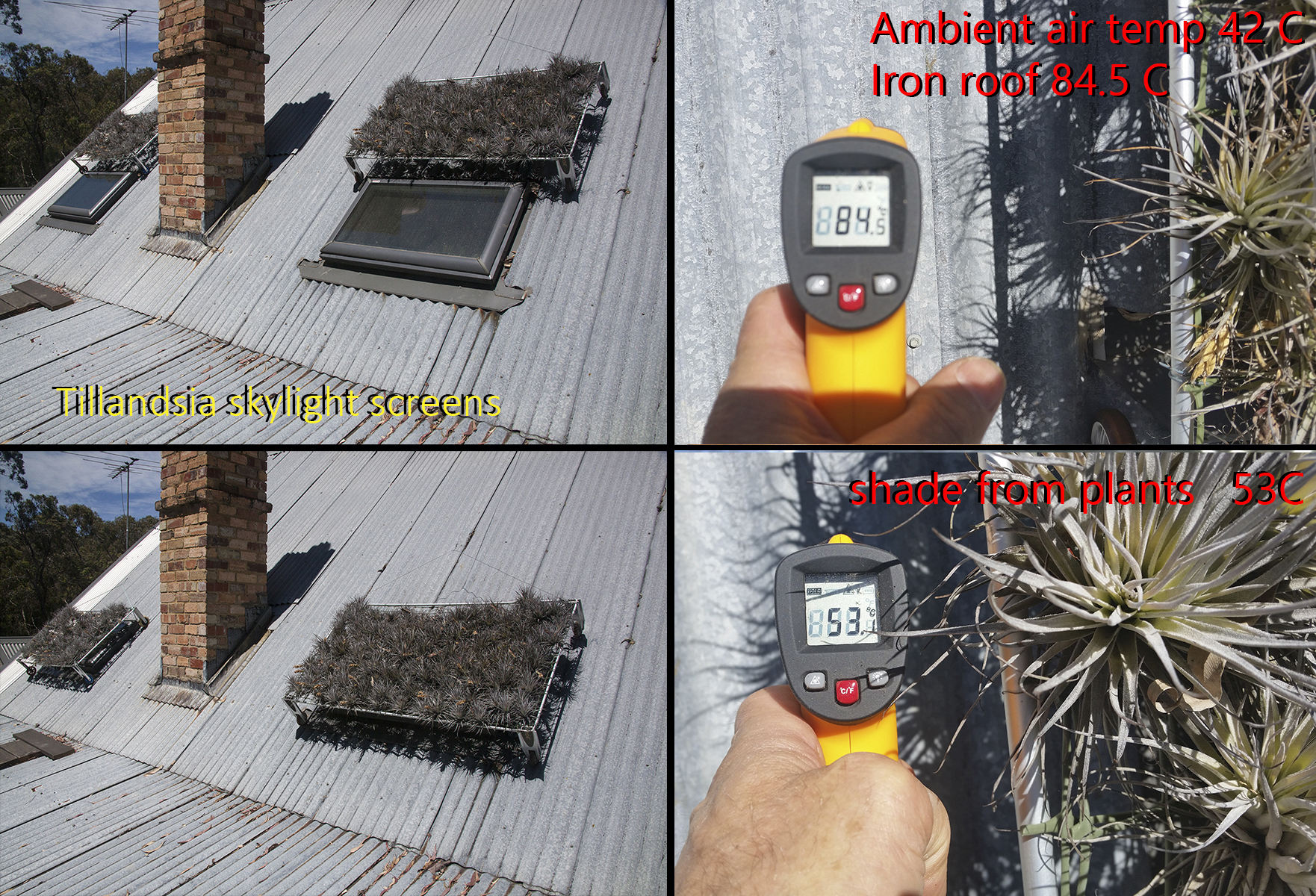
チランジアを使用した緑のカーテン

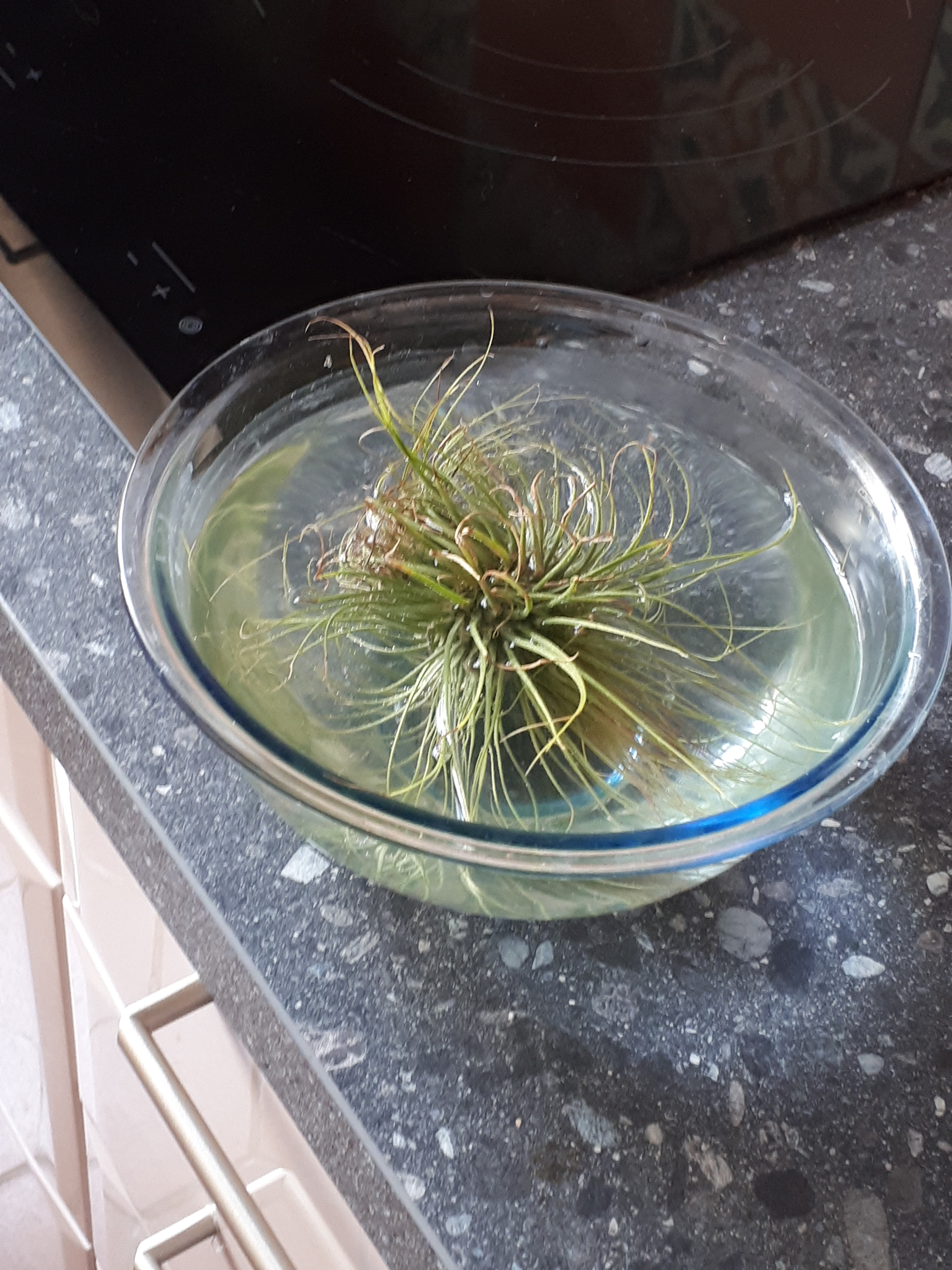
ソーキングの一例

- 栽培植物としての本属は、時期によっては、日本では専門店だけでなく百貨店やホームセンターなどでも入手が可能である。但し、時には株が幼すぎたり、不適切な管理のために衰弱または枯死したりしている場合もあるため、購入の際には株の状態に注意が必要である。
- 「エアープランツ」は正式名ではなく、商標的な俗称である。チランジアは日本の気候下では空気中の水分だけでは生きていくことが出来ず、栽培下では時々水を与えることが必要となる。水を与える回数や量は季節や置かれている場所の湿度によって調節が必要である。また蒸れに弱い種も多いため、通風にも注意が必要である。
- 「エアープランツ」として売られている場合、週に2、3回霧吹きをするだけで簡単に育てられる様な旨が書かれた説明書きが付いている場合が多い。しかし実際には簡単ではなく、むしろ育成にはランのようにコツが必要で、環境づくり・管理の難しい植物である。また、種によって日照・水（湿度）・温度等の生育条件は様々なので、個々に調べて理解しておく必要がある。
- 水を与える方法には2通りの方法がある。ひとつは植物体に霧吹きによって水をかける「葉水（ミスティング）」で、もうひとつは水を張った洗面器などに植物体を数時間沈めて行う「ソーキング」である。葉水は日常的に、ソーキングは株が特に乾いているときや専門店以外で購入した際などの多量の水を与えたい場合に行う。但し、葉の付け根に水分が長時間残ると枯死の原因となる場合があるため、ソーキングの後には植物体を逆さにするなどして十分乾燥させる必要がある。
- 水を好む壺型種や大型葉もの等は、素焼き鉢にバークチップ（Bark chips）や水ゴケで植え込み鉢植え仕立てにすることが出来る。この場合、濡れた水ゴケから適度な湿度が供給されるので、株の健康状態を改善するのに好都合である。但し、蒸れに弱い種は過剰な湿気が枯死の原因となる場合があるので注意が必要である。
- 本属は原則として全ての種類が花を咲かせる(めったに花をつけない種もある)。花が咲いて受粉すると実を結び、種を作ることが出来る。この他、多くの種では株が成熟すると、子株を作って栄養生殖も行われるのが一般的だが、子株が成長しないモノカルピックの種も存在する。尚、花が咲くと親株は衰弱する傾向にあり、開花後1-2年で枯れてしまう。然し、ケアの仕方によっては更に長く生き続けることができる場合も少なくない。
- 本属の種子は微小で、銀葉種では種子から芽生えた幼株の成長もきわめて遅いため、日本国内の環境では実生による繁殖は困難である。栽培下での繁殖手段としては、親株に幾つか出来た子株を、ある程度大きくなってから切り離すことで株分けする方法が一般的である。また、沢山の子株をつけたまま、クランプ(群生株)として育てられる場合も多い。
- 気候が温暖なオーストラリアでは建築物の緑化に使用されている。